# Einschwingzeit

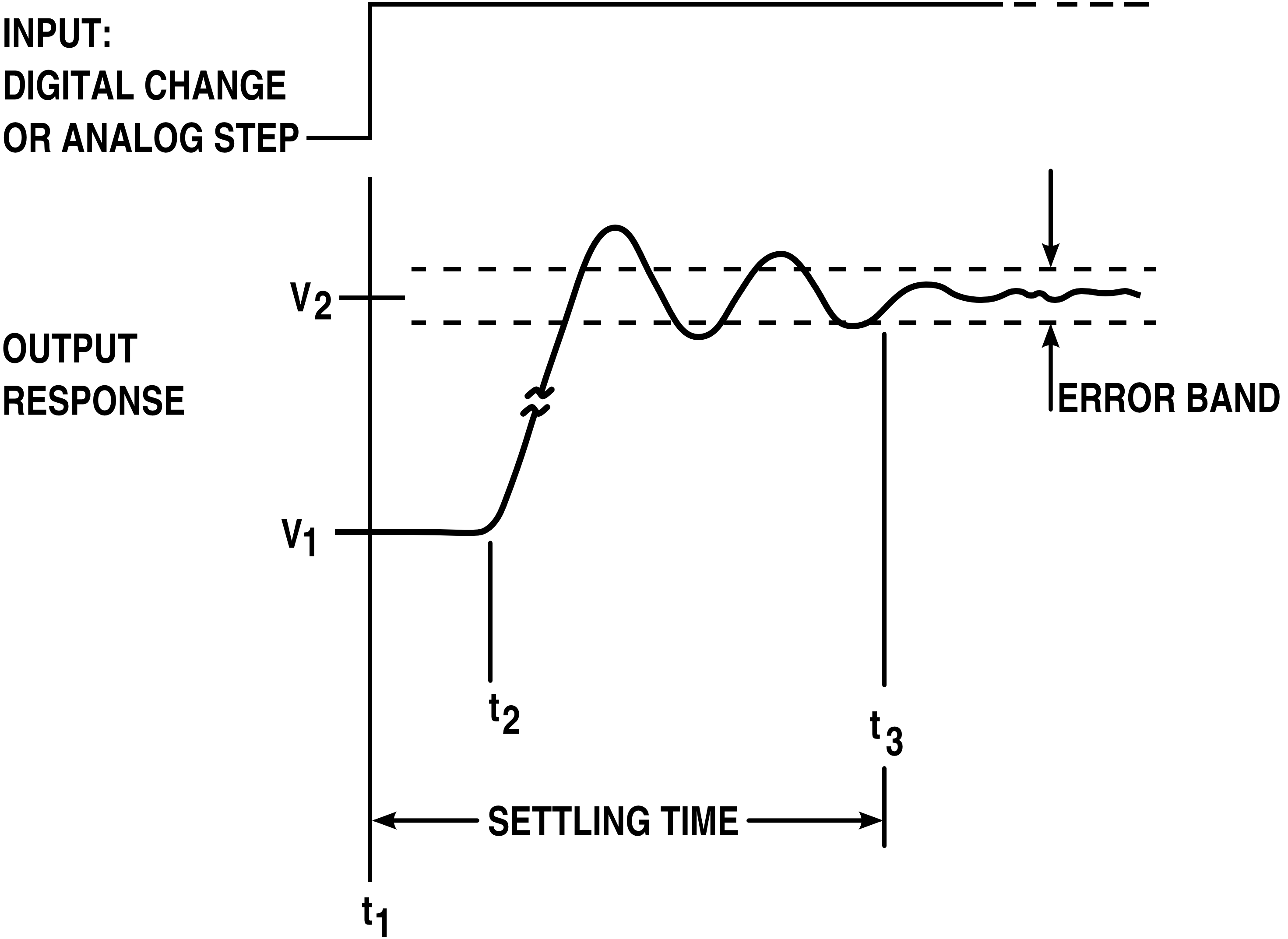
Einschwingzeit

Die Einschwingzeit, engl. attack time (rise time, settling time), ist das für einen Einschwingvorgang benötigte Zeitintervall.
Beim Einschalten einer Wechselschwingung stellt sich der eingeschwungene Zustand, die erzwungene Schwingung, erst nach Ablauf einer gewissen Zeit ein. Auch nach jeder Änderung der Erregung tritt stets ein Ausgleichsvorgang (Übergangsvorgang) ein, d. h. eine Übergangsschwingung bzw. vorübergehende freie Schwingung. Bei linearen Schwingern wie Filtern, Übertragungsgliedern, Räumen usw. kann sich der Einschwingvorgang aus der freien und der erzwungenen Schwingung zusammensetzen.
Theoretisch ist der Einschwingvorgang nie beendet. In der Praxis ist es jedoch üblich, die Einschwingzeit als beendet anzusehen, wenn die Signalgröße ihren Endwert um nicht mehr als ±10 % des Unterschieds zwischen Anfangs- und Endwert überschreitet; diese Zeitdauer heißt dann auch Ausregelzeit.
Der Einschwingvorgang braucht nicht immer mit einer maximalen Änderung zu beginnen. Besonders bei Impulsen, die nur eine verhältnismäßig kurze Zeit ihren Maximalwert halten (Transienten), spricht man von einer Anstiegszeit (rise time), die zwischen Erreichen von 10 % und 90 % des Höchstwerts der ansteigenden Flanke vergeht:
{\displaystyle T_{r}=t_{0,9}-t_{0,1}}
Entsprechend gilt für die Abfallzeit (fall time), die zwischen dem Erreichen von 90 % und 10 % des Höchstwerts an der abfallenden Flanke vergeht:
{\displaystyle T_{f}=t_{0,1}-t_{0,9}}